# Monte Speke
El monte Speke es una montaña de Uganda ubicada en las montañas Ruwenzori. Con sus 4.890 metros, es la segunda montaña más alta de las Ruwenzori, la segunda más alta del país y la cuarta cumbre más alta de África. Forma parte del parque nacional de los Montes Ruwenzori, declarado Patrimonio de la Humanidad por la UNESCO en 1994. 

## Características
Al igual que el resto de las cumbres de la región, el monte Speke es una montaña de cumbres múltiples, la cual posee cuatro cumbres:
- Pico Vittorio Emanuele: 4.890 m s. n. m.
- Pico Ensonga: 4.865 m s. n. m.
- Pico Johnston: 4.834 m s. n. m.
- Pico Trident: 4.572 m s. n. m.

El nombre de la cumbre principal fue escogido en honor a la familia real italiana, de la cual formaba parte el primer montañista en ascender a la cumbre, Luis Amadeo de Saboya duque de Abruzzo. Sin embargo, el nombre debía ser aprobado por el Protectorado británico de Uganda, que gobernaba la región en dicho momento.
Debido a la gran cantidad de lluvia que recibe el monte Speke, la montaña es surcada por numerosos ríos y arroyos. La vegetación tiende a ser bastante tupida, y existe también una importante variedad de vida silvestre, incluyendo elefantes, chimpancés, monos, antílopes y leopardos.

## Historia
Los primeros europeos que visitaron las laderas de la montaña, lo hacían buscando el origen del río Nilo. En 1862 el explorador británico John Speke determinó su origen, y aunque nunca subió a la cumbre, la montaña fue bautizada en su honor. En esta zona, todas las montañas reciben nombres de esta manera. 
En 1906, Luis Amadeo de Saboya, escaló esta montaña convirtiéndose en el primer montañista en llegar a la cumbre. Antes había escalado las otras cumbres de las montañas Ruwenzori.